# Lucio Guachalla
Lucio Guachalla, född 19 oktober 1949, är en friidrottare från Bolivia. Han deltog vid olympiska sommarspelen 1976.